# Woryny (gromada)
Woryny – dawna gromada.
Gromadę Woryny z siedzibą GRN w Worynach utworzono w powiecie iławeckim w woj. olsztyńskim na mocy uchwały nr 14 WRN w Olsztynie z dnia 4 października 1954. W skład jednostki weszły obszary dotychczasowych gromad Woryny, Wiewiórki i Wojmiany ze zniesionej gminy Górowo Iławeckie oraz obszar dotychczasowej gromady Nowa Wieś Iławecka ze zniesionej gminy Galiny w tymże powiecie. Dla gromady ustalono 9 członków gromadzkiej rady narodowej.
Gromadę zniesiono 1 stycznia 1958, a jej obszar włączono do gromad: Górowo Iławeckie (wsie Woryny, Wiewiórki i Wojmiany, osady Migi i Goszki oraz PGR Migi) i Gałajny (wieś i leśniczówkę Nowa Wieś Iławecka, PGR Czyprki oraz osady Dzierzno, Głamsiny, Maskajmy i Zabłocie) w tymże powiecie.